# Danny Pudi

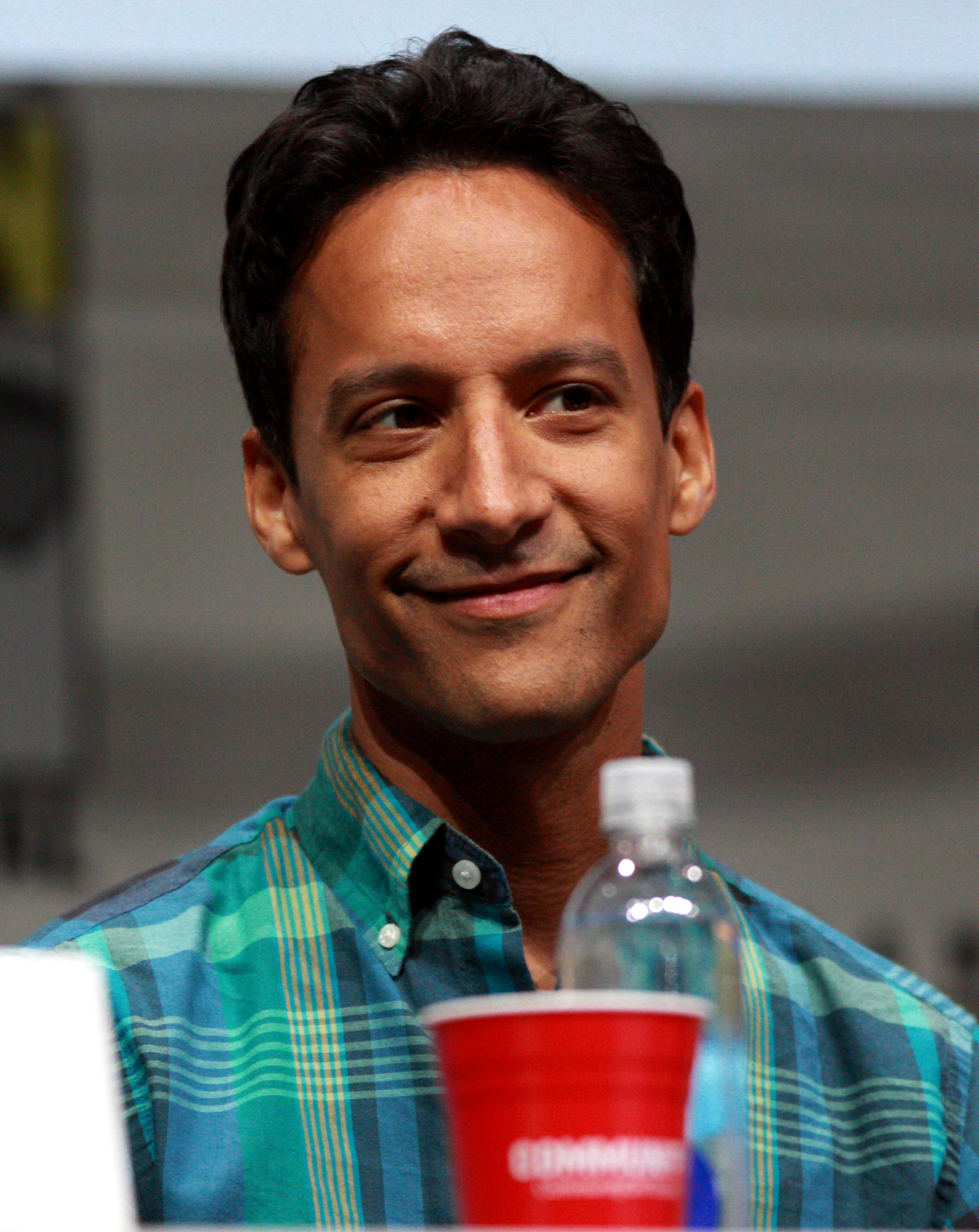
Danny Pudi bei der Comic-Con 2013

Daniel Mark „Danny“ Pudi (* 10. März 1979 in Chicago, Illinois) ist ein US-amerikanischer Schauspieler, Comedian und Synchronsprecher.

## Leben und Karriere
Daniel Mark Pudi ist der Sohn eines Inders und einer Polin, die sich bei einem Englisch-Sprachkurs in Chicago kennengelernt hatten. Nachdem er die Notre Dame College Prep besuchte, machte der studierte Tänzer im Jahr 2001 an der Marquette University in Milwaukee, Wisconsin seinen Abschluss in Kommunikation und Theater. Während seines Studiums entdeckte er mit dem Chris Farley Stipendium Improvisationscomedy, sodass er im Jahr 2005 seinen Job bei einem Headhunter aufgab, nach Los Angeles zog und sich seiner Schauspielkarriere widmete. Nachdem Pudi in mehreren Werbespots mitspielte, konnte er sich etablieren und spielte 2009 bis 2015 eine der Hauptrollen in der Sitcom Community.

### Privates
Pudi ist mit einer ehemaligen Mitstudentin verheiratet. Sie haben zwei gemeinsame Kinder und leben im kalifornischen Pasadena. Er selbst ist ein passionierter Marathonläufer.

## Filmografie (Auswahl)

### Film
- 2008: Giants of Radio
- 2009: Road Trip – Bier Pong (Road Trip: Beer Pong)
- 2011: Das Rotkäppchen-Ultimatum (Hoodwinked Too! Hood vs. Evil, Stimme)
- 2011: Where the Magic Happens
- 2012: Leader of the Pack
- 2012: Unterwegs mit Mum (The Guilt Trip)
- 2013: Vijay und ich – Meine Frau geht fremd mit mir (Vijay and I)
- 2013: Knights of Badassdom
- 2014: The Return of the First Avenger (Captain America: The Winter Soldier)
- 2016: Star Trek Beyond
- 2017: Die Schlümpfe – Das verlorene Dorf (Smurfs: The Lost Village, Stimme)
- 2018: Good Girls Get High
- 2021: Flora & Ulysses
- 2022: Corner Office
- 2022: Raus aus dem Haus – Living the American Dream (American Dreamer)
- 2023: Jemand, den ich mal kannte (Somebody I Used to Know)

### Serien
- 2006: Emergency Room – Die Notaufnahme (ER, Folge 12x17)
- 2006: Gilmore Girls (4 Folgen)
- 2007–2008: Greek (4 Folgen)
- 2009–2015: Community
- 2011: Cougar Town (Folge 2x21)
- 2012: Chuck (Folge 5x05)
- 2013: Royal Pains (Folge 5x04)
- 2017: Powerless (12 Folgen)
- 2017–2021: DuckTales (Stimme)
- 2020–2025: Mythic Quest
- 2024: Avatar – Der Herr Der Elemente (Avatar: The Last Airbender, 2 Folgen)